# Lambertia formosa
Lambertia formosa är en tvåhjärtbladig växtart som beskrevs av James Edward Smith. Lambertia formosa ingår i släktet Lambertia och familjen Proteaceae. Inga underarter finns listade i Catalogue of Life.